# Madame wünscht keine Kinder
Madame wünscht keine Kinder is een Duitse dramafilm uit 1926 onder regie van Alexander Korda. Destijds werd de film in Nederland uitgebracht onder de titel Mevrouw wenscht geen kinderen.

## Verhaal
Paul leidt een rustig vrijgezellenbestaan. Een bediende houdt zijn woning schoon en zijn vriendin Louise omringt hem met een bijkans moederlijke zorg. Hij wordt verliefd op Elyane Parizot, maar haar liefde voor dansen wordt hem al spoedig een doorn in het oog. Louise zorgt ervoor dat Elyane haar passie opgeeft en ze brengt het stel uiteindelijk weer bij elkaar.

## Rolverdeling
| Acteur             | Personage         |
| ------------------ | ----------------- |
| María Corda        | Elyane Parizot    |
| Harry Liedtke      | Paul              |
| Maria Paudler      | Louise Bonvin     |
| Trude Hesterberg   | Moeder van Elyane |
| Dina Gralla        | Lulu              |
| Hermann Vallentin  | Oom van Paul      |
| Camilla von Hollay | Meid van Louise   |
| Olga Mannel        | Kok van Louise    |
| Ellen Mueller      | Meid van Elyane   |